# Rebecca Kadaga
Rebecca Alitwala Kadaga, född 24 maj 1956 i Kamuli, Uganda är en ugandisk politiker. Hon var talman för Ugandas parlament från 19 maj 2011 till 21 maj 2021, och är nu vice premiärminister .
Kadaga är utbildad jurist och har sedan 1989 varit ledamot i Ugandas parlament för partiet National Resistance Movement.